# コウユウ
コウユウは日本の競走馬、繁殖牝馬。1968年の桜花賞に優勝した。日本最大の競走馬生産組織・社台グループを創業した吉田善哉の生産馬として最初の八大競走優勝馬である。主戦騎手の清水出美が全戦で騎乗した。
半妹に中日新聞杯の勝利馬シャダイセンター（父ラヴァンダン）、全妹に南関東公営競馬で重賞3勝を挙げたゴールデンスネップがいる。
※馬齢は2000年以前に使用された旧表記（数え年）で統一して記述する。

## 経歴
1965年、北海道白老町の社台ファーム白老に生まれる。同場は1958年に開設、父ガーサント、母ゴールデンフィズは、ともにその発展に貢献することを期待されて1961年にアイルランドから輸入された馬であり、父は当時すでに優駿牝馬（オークス）優勝馬ヒロヨシを出すなど活躍していた。
本馬は母に似た尾花栗毛の華やかな容姿を持っていたが、性格は父に似て非常に悍が強かった。2歳時に社台ファーム千葉に送られて育成調教が積まれた後、競走年齢の3歳に達した1967年、中京競馬場所属の星川泉士厩舎に入った。競走名は最初「キョウエイフジ」と登録されたが、デビュー前に「コウユウ」に改められた。厩舎でもその気性の激しさから、癖馬として恐れられたという。
同年9月24日、阪神開催の新馬戦でデビュー。当時の星川厩舎の主戦騎手は宇田明彦だったが、本馬については気性の問題による相性が考慮され、鞍上には星川厩舎の若手騎手・清水出美が据えられた。当日は1番人気の支持を受け、2着に大差を付けて初勝利を挙げた。続くデイリー杯3歳ステークスでは中団待機から最後の直線入り口で先頭に立ち、2馬身差で優勝、重賞初勝利を挙げた。競走後、翌年春のクラシック初戦・桜花賞に備えて休養に入り、当年のシーズンを終えた。
翌年2月のオープン戦で復帰、当日は関西の3歳王者マーチス（デイリー杯でスタート直後落馬競走中止）に次ぐ2番人気に推された。しかしスタートで出遅れ、さらに道中では騎手との折り合いを欠いてオーバーペースとなった。最後の直線では失速し、マーチスの7着と初の敗戦を喫した。次走のきさらぎ賞ではマーチスとタニノハローモアに次ぐ3着、続くオープン戦ではダートコースを後方から追い込んでの僅差2着と調子を上げ、桜花賞への前哨戦・阪神4歳牝馬特別では2番人気となった。しかし先行策から直線で伸びず8着と敗れた。
4月14日に迎えた桜花賞では、阪神1600mのコース形態上不利とされていた大外枠（24番）からの発走となり、6番人気と評価を落とした。スタートが切られると、道中では大外を周りながら先行3番手を進み、最後の直線入り口で先頭に並び掛けた。直線では上がってきたマルシゲ、ニットウヤヨイとの競り合いとなったが、ゴールまで先頭のまま凌ぎ切り、ニットウヤヨイにアタマ差での優勝を果たした。騎手の清水はこれが騎手生活唯一の八大競走制覇、この数日前に星川厩舎は火災に見舞われており、僚馬の数頭が失われた最中での勝利となった。桜花賞史上、24番枠からの優勝は最外枠の記録である。
続いては牝馬クラシック二冠が懸かる優駿牝馬（オークス）を目標に関東入りし、その前哨戦として中山競馬場の特別戦に出走した。しかしこの競走で3着と敗れ、さらに競走後に管骨を傷めていたことが判明してオークスを断念、休養を余儀なくされた。
翌1969年4月にオープン戦で復帰するも6着と敗れると同時に、再度脚を痛めて休養。11月の復帰戦では14頭立ての最下位と惨敗を喫した。しかし年明け2戦目に出走した条件特別戦で、桜花賞以来約1年10カ月ぶりの勝利を挙げると、以後条件戦と重賞を転戦しながら秋までさらに3勝を加えた。しかし9月に出走した函館記念で3着となった後、三度目の故障を発生し、これを最後に競走馬を引退した。
引退後は北海道浦河町の谷川牧場で繁殖牝馬となった（一時期北海道大学農学部付属牧場にいたこともある）が、全姉のミストウキョウは福島記念の勝ち馬オカザキジヨウを、曾孫に4歳牝馬特別の勝ち馬コクサイリーベを送り出し、半妹シャダイセンターも孫の代に東京ダービー馬ミルコウジを出した一方で、本馬の産駒や子孫に目立った活躍馬は現れず、曾孫の代でその血は絶えている。1986年5月10日に死亡、22歳（現表記21歳）だった。

## 全成績
| 年月日 | 年月日 | 年月日 | 開催場 | レース名                | 頭数 | 人気 | 着順 | 距離（状態）  | タイム | 着差   | 騎手     | 斤量 [kg] | 勝ち馬/（2着馬）       |
| ------ | ------ | ------ | ------ | ----------------------- | ---- | ---- | ---- | ------------- | ------ | ------ | -------- | --------- | ---------------------- |
| 1967.  | 09.    | 24     | 阪神   | 新馬                    | 8    | 1    | 01着 | 芝1200m（良） | 1:12.9 | -1.3   | 清水出美 | 50        | （サチイズミ）         |
|        | 10.    | 10     | 阪神   | デイリー杯3歳ステークス | 13   | 3    | 01着 | 芝1400m（良） | 1:25.2 | -0.3   | 清水出美 | 50        | （トップオー）         |
| 1968.  | 02.    | 03     | 中京   | オープン                | 10   | 2    | 07着 | ダ1600m（良） | 1:43.6 | -3.3   | 清水出美 | 53        | マーチス               |
|        | 02.    | 18     | 中京   | きさらぎ賞              | 14   | 3    | 03着 | ダ1700m（良） | 1:46.9 | -0.9   | 清水出美 | 53        | マーチス               |
|        | 03.    | 03     | 中京   | オープン                | 6    | 1    | 02着 | ダ1400m（良） | 1:27.4 | -0.1   | 清水出美 | 53        | ダイヨンハマイサミ     |
|        | 03.    | 24     | 阪神   | 阪神4歳牝馬特別         | 18   | 2    | 08着 | 芝1400m（良） | 1:25.4 | -1.1   | 清水出美 | 53        | ファインローズ         |
|        | 04.    | 14     | 阪神   | 桜花賞                  | 24   | 6    | 01着 | 芝1600m（良） | 1:37.6 | アタマ | 清水出美 | 55        | （ニットウヤヨイ）     |
|        | 05.    | 05     | 中山   | 4歳牝馬ステークス       | 7    | 2    | 03着 | 芝1600m（良） | 1:38.3 | -0.1   | 清水出美 | 54        | ヤマトダケ             |
| 1969.  | 04.    | 13     | 中京   | オープン                | 13   | 4    | 06着 | 芝1600m（良） | 1:37.5 | -2.3   | 清水出美 | 54        | タケシバオー           |
|        | 11.    | 02     | 京都   | 短距離特別              | 14   | 5    | 14着 | 芝1400m（良） | 1:25.9 | -1.7   | 清水出美 | 53        | ミスカグラ             |
| 1970.  | 01.    | 11     | 京都   | 若水特別                | 12   | 8    | 04着 | 芝1700m（良） | 1:44.1 | -0.6   | 清水出美 | 53        | アラシオ               |
|        | 02.    | 01     | 京都   | 斑鳩特別                | 9    | 1    | 01着 | 芝1600m（重） | 1:42.3 | -0.1   | 清水出美 | 53        | （グッドラック）       |
|        | 02.    | 15     | 京都   | スワンステークス        | 10   | 6    | 05着 | 芝1800m（良） | 1:51.5 | -0.6   | 清水出美 | 52        | リキエイカン           |
|        | 03.    | 07     | 京都   | 洛陽特別                | 11   | 1    | 04着 | 芝1900m（重） | 2:01.1 | -0.3   | 清水出美 | 53        | ムーングロリー         |
|        | 03.    | 21     | 阪神   | 芦屋特別                | 9    | 1    | 02着 | 芝1600m（良） | 1:57.0 | -0.6   | 清水出美 | 53        | ケイタカシ             |
|        | 04.    | 18     | 阪神   | うずしお特別            | 9    | 1    | 01着 | 芝2000m（不） | 2:08.9 | -0.4   | 清水出美 | 53        | （マルブツクイン）     |
|        | 05.    | 17     | 東京   | メイステークス          | 11   | 2    | 03着 | 芝1600m（不） | 1:43.6 | -0.3   | 清水出美 | 55        | ナガラオー             |
|        | 06.    | 07     | 阪神   | オープン                | 11   | 1    | 02着 | 芝1600m（良） | 1:35.8 | -ハナ  | 清水出美 | 55        | アリオーン             |
|        | 06.    | 21     | 阪神   | 鳴尾記念                | 10   | 3    | 04着 | 芝2400m（不） | 2:36.8 | -1.3   | 清水出美 | 53        | ニューキミノナハ       |
|        | 07.    | 18     | 札幌   | HBC杯                   | 10   | 1    | 01着 | ダ1800m（良） | 1:50.2 | -0.4   | 清水出美 | 56        | （サニーエクスプレス） |
|        | 08.    | 09     | 札幌   | タイムス杯              | 8    | 1    | 01着 | ダ1800m（良） | 1:49.6 | -0.7   | 清水出美 | 57        | （オオクラ）           |
|        | 09.    | 13     | 函館   | 函館記念                | 13   | 3    | 03着 | 芝2000m（良） | 2:03.8 | -0.4   | 清水出美 | 55        | メジロアサマ           |

## 血統表
| コウユウの血統                                          | コウユウの血統                              | コウユウの血統                              | （血統表の出典）                            | （血統表の出典） |
| 父系                                                    | ハーミット系                                | ハーミット系                                | ハーミット系                                | [ § 2 ]          |
| 父 *ガーサント Guresant 1949 鹿毛 フランス              | 父の父Bubbles 1925 栗毛 フランス            | La Farina                                   | Sans Souci                                  | Sans Souci       |
| 父 *ガーサント Guresant 1949 鹿毛 フランス              | 父の父Bubbles 1925 栗毛 フランス            | La Farina                                   | Malatesta                                   |                  |
| 父 *ガーサント Guresant 1949 鹿毛 フランス              | 父の父Bubbles 1925 栗毛 フランス            | Spring Cleaning                             | Neil Gow                                    | Neil Gow         |
| 父 *ガーサント Guresant 1949 鹿毛 フランス              | 父の父Bubbles 1925 栗毛 フランス            | Spring Cleaning                             | Spring Night                                |                  |
| 父 *ガーサント Guresant 1949 鹿毛 フランス              | 父の母Montagnana 1937 栗毛 フランス         | Brantome                                    | Blandford                                   | Blandford        |
| 父 *ガーサント Guresant 1949 鹿毛 フランス              | 父の母Montagnana 1937 栗毛 フランス         | Brantome                                    | Vitamine                                    |                  |
| 父 *ガーサント Guresant 1949 鹿毛 フランス              | 父の母Montagnana 1937 栗毛 フランス         | Mauretania                                  | Tetratema                                   | Tetratema        |
| 父 *ガーサント Guresant 1949 鹿毛 フランス              | 父の母Montagnana 1937 栗毛 フランス         | Mauretania                                  | Lady Maureen                                |                  |
| 母 *ゴールデンフイズ Golden Fizz 1957 栗毛 アイルランド | 母の父Golden Cloud 1941 栗毛 イギリス       | Gold Bridge                                 | Golden Boss                                 | Golden Boss      |
| 母 *ゴールデンフイズ Golden Fizz 1957 栗毛 アイルランド | 母の父Golden Cloud 1941 栗毛 イギリス       | Gold Bridge                                 | Flying Diadem                               |                  |
| 母 *ゴールデンフイズ Golden Fizz 1957 栗毛 アイルランド | 母の父Golden Cloud 1941 栗毛 イギリス       | Rainstorm                                   | Hainault                                    | Hainault         |
| 母 *ゴールデンフイズ Golden Fizz 1957 栗毛 アイルランド | 母の父Golden Cloud 1941 栗毛 イギリス       | Rainstorm                                   | Stormcloud                                  |                  |
| 母 *ゴールデンフイズ Golden Fizz 1957 栗毛 アイルランド | 母の母Lady Cham 1950 栗毛 イギリス          | Chamossaire                                 | Precipitation                               | Precipitation    |
| 母 *ゴールデンフイズ Golden Fizz 1957 栗毛 アイルランド | 母の母Lady Cham 1950 栗毛 イギリス          | Chamossaire                                 | Snowberry                                   |                  |
| 母 *ゴールデンフイズ Golden Fizz 1957 栗毛 アイルランド | 母の母Lady Cham 1950 栗毛 イギリス          | Lady Kells                                  | His Highness                                | His Highness     |
| 母 *ゴールデンフイズ Golden Fizz 1957 栗毛 アイルランド | 母の母Lady Cham 1950 栗毛 イギリス          | Lady Kells                                  | Anyway F-No.21-a                            |                  |
| 母系(F-No.)                                             | 21号族(FN:21-a)                             | 21号族(FN:21-a)                             | 21号族(FN:21-a)                             | [ § 3 ]          |
| 5代内の近親交配                                         | Swynford 5×5×5=9.38%、The Tetrach 5×5=6.25% | Swynford 5×5×5=9.38%、The Tetrach 5×5=6.25% | Swynford 5×5×5=9.38%、The Tetrach 5×5=6.25% | [ § 4 ]          |
| 出典                                                    | 1. 2. 3. 4.                                 | 1. 2. 3. 4.                                 | 1. 2. 3. 4.                                 | 1. 2. 3. 4.      |

祖母の妹にアメリカで大成功した名繁殖牝馬Dangerous Dameがおり、その子孫にはBroad Brush、Exceller・Baldski・Capote兄弟らがいる。